# Dlouhá Ves (okres Havlíčkův Brod)
Dlouhá Ves (německy Langendorf) je obec v okrese Havlíčkův Brod v Kraji Vysočina. Obec leží 7 km jihovýchodně od Havlíčkova Brodu v nadmořské výšce 465 m n. m. Ves je dlouhá 4 km podle čehož zněl původní název Lagendorf (Dlouhá vesnice). Žije zde 448 obyvatel.

## Historie
První písemná zmínka o obci pochází z roku 1256. Obec založili němečtí kolonisté, kteří zde těžili stříbrnou rudu. Roku 1599 koupilo ves město Německý Brod. Roku 1843 patřila ves k panství Pohled.

## Obyvatelstvo
| Rok            | 1869 | 1880 | 1890 | 1900 | 1910 | 1921 | 1930 | 1950 | 1961 | 1970 | 1980 | 1991 | 2001 | 2006 | 2014 |
| Počet obyvatel | 451  | 428  | 454  | 450  | 486  | 513  | 500  | 409  | 424  | 400  | 374  | 325  | 342  | 368  | 421  |

## Školství
- Základní škola a Mateřská škola Dlouhá Ve

## Pamětihodnosti
- Kostel svatého Mikuláše na návsi ze 13. století.
- gotická pískovcová pieta v kostele z roku 1380.
- kaple sv. Anny

## Rodáci
- Jaroslav Jerie (1894–1981), lékař[zdroj⁠?!]

## Další fotografie

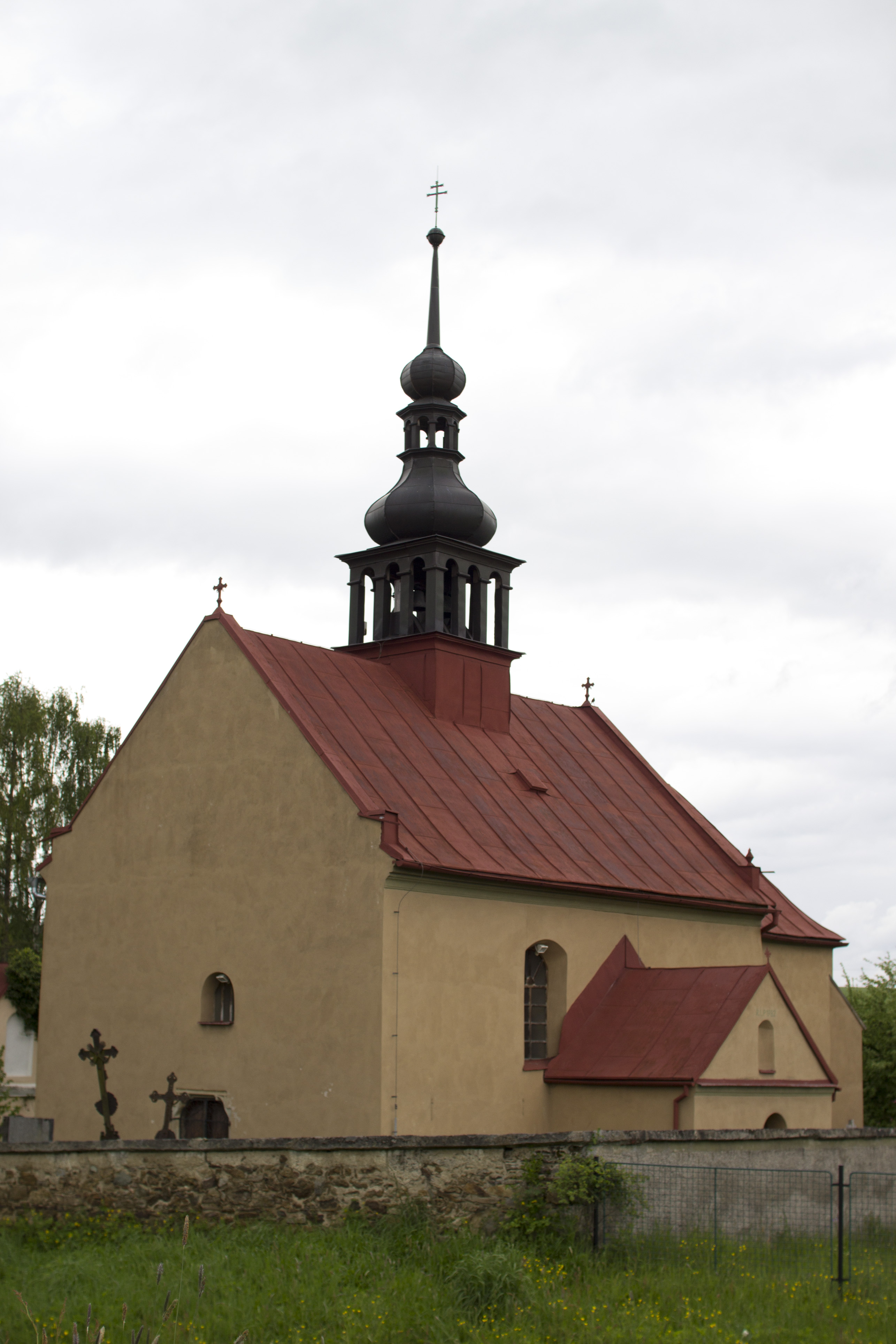
Kostel sv. Mikuláše
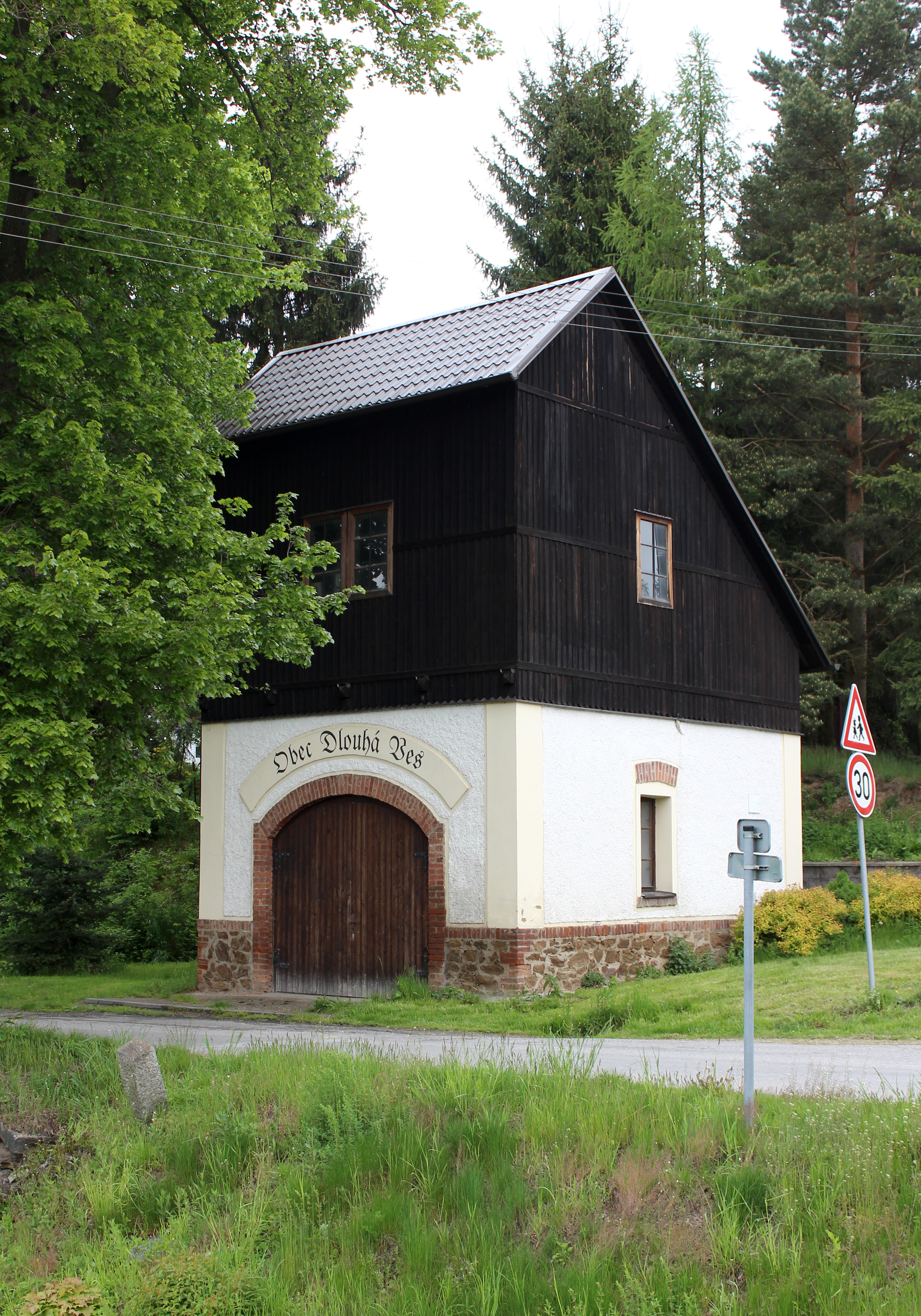
Věž na křižovatce
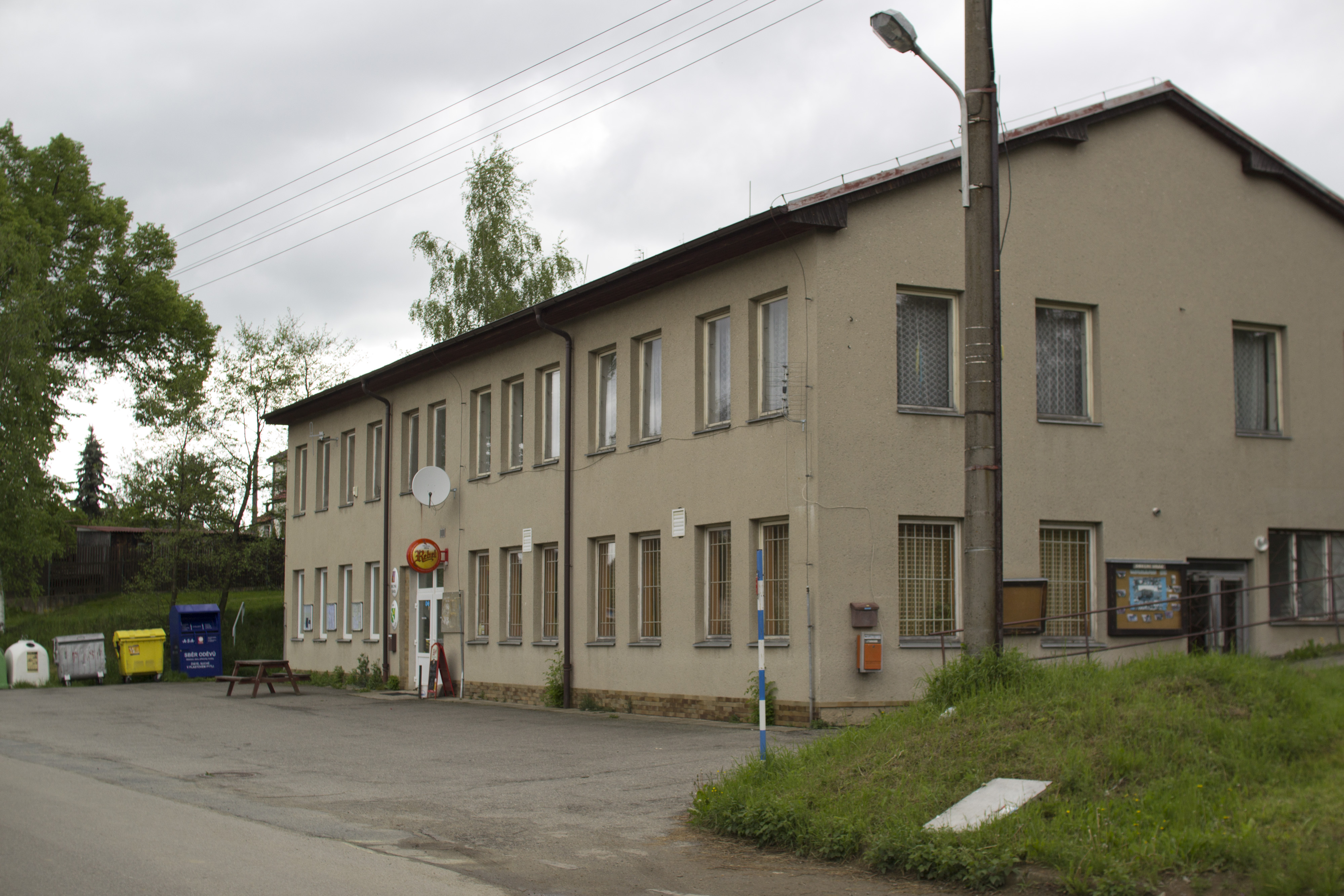
Obecní úřad s restaurací